# Ayers Ranch Colony
Ayers Ranch Colony es un lugar designado por el censo ubicado en el condado de Fergus en el estado estadounidense de Montana. En el Censo de 2020 tenía una población de 12 habitantes y una densidad poblacional de 10,53 habitantes por km². Fue incluido como CDP en el censo de 2020. 

## Geografía
Ayers Ranch Colony se encuentra ubicado en las coordenadas 47°03′04″N 108°56′53″O / 47.05111, -108.94806.Según la Oficina del Censo de los Estados Unidos, tiene una superficie total de 1,14 km², todos correspondientes a tierra firme.